# (5769) Michard
(5769) Michard (1987 PL) – planetoida z pasa głównego asteroid okrążająca Słońce w ciągu 5,19 lat w średniej odległości 3 j.a. Odkryta 6 sierpnia 1987 roku.